# 中華民國—汶萊關係
中華民國與汶萊和平之國（又稱汶萊達魯薩蘭國）無官方外交關係，但於對方首都互設具大使館功能的代表機構。

## 政治

### 外交

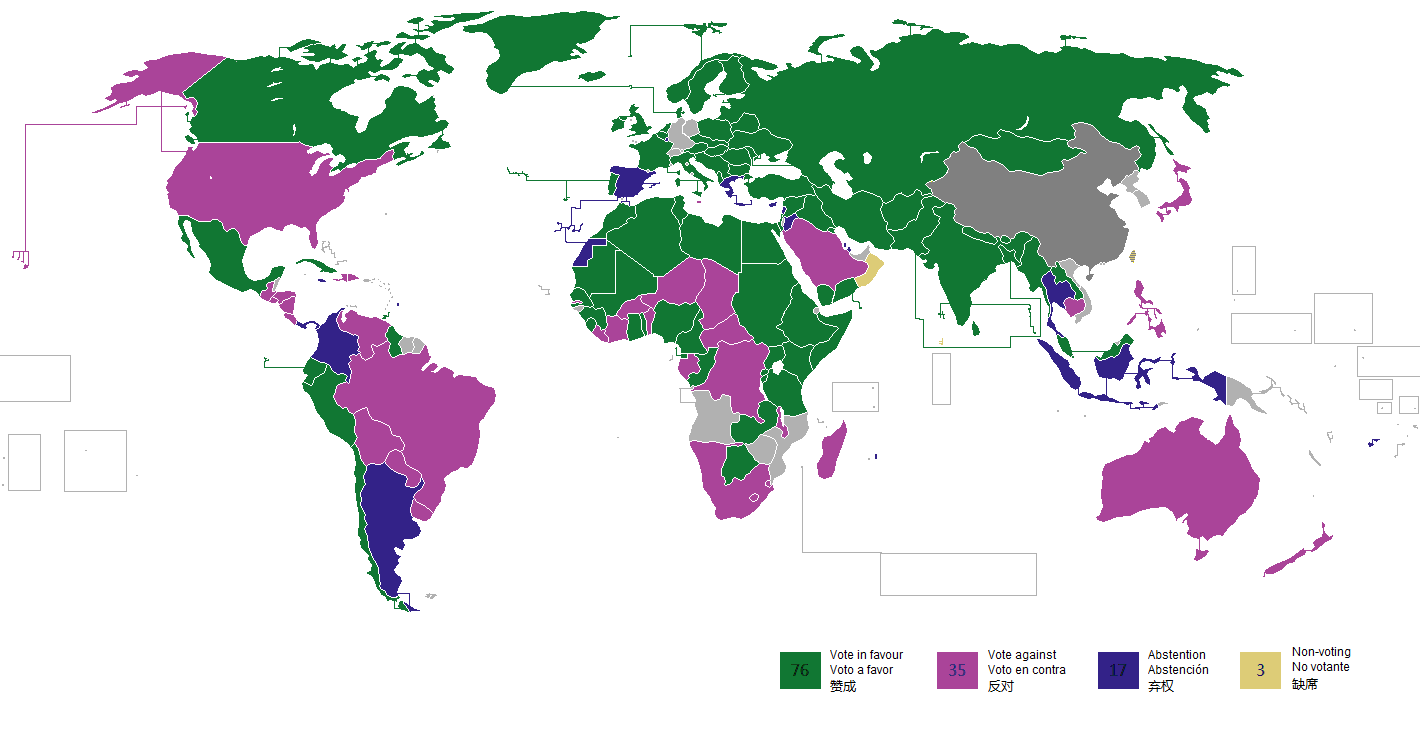
灰色國家表示非聯合國會員國，汶萊當時尚未獨立，因此不能對中華民國續留聯合國一案參與投票，即《聯合國大會2758號決議》。

2005年10月，汶萊華文報紙包括《聯合日報》、《詩華日報》、《國際時報》以及《星洲日報》原擬刊登中華民國國慶特刊，但在中華人民共和國強力施壓下，最後受總部指示不刊登特刊。
2010年，簽署仲裁合作協議，提供經貿交流的法律架構。

#### 人員互訪（2000年至今）
中華民國：中央銀行總裁彭淮南、經濟部長林信義、經濟建設委員會主任委員陳博志、僑務委員會副委員長朱建一、立法院副院長曾永權、高雄市長陳菊、彰化縣長魏明谷。
汶萊：宮廷大臣吳景進、經濟發展委員會代理主席王德望。

### 代表機構
1978年9月27日，中華民國在汶萊首都斯里巴卡旺設立駐汶萊遠東貿易文化中心（Far East Trade and Cultural Center, B. S. Begawan, Brunei Darussalam）。1996年7月1日，更名為駐汶萊臺北經濟文化辦事處（Taipei Economic and Cultural Office in Brunei Darussalam）。2006年3月17日，辦事處暫停運作。2007年3月1日，正式復館，全面恢復辦理各項領事業務（包括簽證、護照及文件證明等）及僑務等事務。
2000年6月，汶萊派資深移民官在臺辦理簽證業務。2002年9月12日，雙方簽署汶萊在台設處協定。10月8日，汶萊在中華民國首都台北設立汶萊-臺灣貿易旅遊代表處（Brunei Darussalam Trade and Tourism Office），並經汶萊政府授權辦理簽證業務。2011年，中文更名為汶萊貿易旅遊代表處，英文名稱不變。2020年，復更名為駐台汶萊貿易旅遊代表處（Brunei Darussalam Trade and Tourism Office in Taipei）。

## 經濟

### 貿易
| 年分 | 貿易總額    | 貿易總額 | 貿易總額 | 出口至汶萊 | 出口至汶萊 | 出口至汶萊 | 自汶萊進口  | 自汶萊進口 | 自汶萊進口 | 順逆差  |
| 年分 | 金額        | 年增減   | 排名     | 金額       | 年增減     | 排名       | 金額        | 年增減     | 排名       | 順逆差  |
| ---- | ----------- | -------- | -------- | ---------- | ---------- | ---------- | ----------- | ---------- | ---------- | ------- |
| 2017 | 235,457,241 | ▲75.6%   | 66       | 12,000,913 | ▼12.5%     | 116        | 223,456,328 | ▲85.6%     | 53         | 逆差▲   |
| 2018 | 401,325,171 | ▲70.4%   | 60       | 12,873,117 | ▲7.3%      | 116        | 388,452,054 | ▲73.8%     | 43         | 逆差▲   |
| 2019 | 168,330,529 | ▼58.1%   | 71       | 11,895,785 | ▼7.6%      | 120        | 156,434,744 | ▼59.7%     | 55         | 逆差▼   |
| 2020 | 213,696,832 | ▲27.0%   | 69       | 57,683,231 | ▲384.9%    | 79         | 156,013,601 | ▼0.3%      | 57         | 逆差▼   |
| 2021 | 173,153,482 | ▼19.0%   | 77       | 24,378,411 | ▼57.7%     | 99         | 148,775,071 | ▼4.6%      | 64         | 逆差▲   |
| 2022 | 51,065,189  | ▼70.5%   | 107      | 28,969,840 | ▲18.8%     | 103        | 22,095,349  | ▼85.1%     | 99         | 順差 -- |
| 2023 | 290,855,812 | ▲469.6%  | 66       | 12,737,715 | ▼56.0%     | 118        | 278,118,097 | ▲1,158.7%  | 54         | 逆差 -- |
| 2024 | 355,220,369 | ▲22.1%   | 62       | 14,450,920 | ▲13.5%     | 115        | 340,769,449 | ▲22.5%     | 48         | 逆差▲   |

2023年的兩國貿易項目如下：
出口至汶萊的前10大項目為：水、含糖或香料與未含酒精飲料；經表面處理之铁或非合金鋼扁軋製品；塑料製供輸送或包裝貨物之製品、塑膠製瓶塞、蓋子與其他栓塞體；機動車輛所用之零件與附件；食物調製品；纸、纸板、纤维素胎與纖維素紙所製之箱、盒、匣、袋與其他包裝容器；特殊物品，含出口未超過5萬新臺幣之小額報單與其他零星物品；碟片、磁带、固態非揮發性儲存裝置、智慧卡與其他錄音或錄製之媒體；自行車或機動車輛用之電氣照明或信號設備；多元羧酸及其酐、鹵化物、过氧化物與过氧酸，其鹵化、磺化、硝化或亞硝化衍生物等。
自汶萊進口的前10大項目為：石油氣與其他氣態碳氫化合物；非環醇及其鹵化、磺化、硝化或亞硝化衍生物；環烴；甲殼類動物；食物調製品；硫、膠狀硫；鐵屬廢料、重熔用廢鋼鐵鑄錠；美容或化粧用品與保養品；特殊物品，含進口未超過5萬新臺幣之小額報單與其他零星物品；機動車輛所用之零件與附件等。

### 投資
根據中華民國經濟部投資審議司統計，截至2023年6月，臺商赴汶萊總投資金額約1億美元，計有63件。主要從事水產養殖、生物製藥、食品經銷、房地产、旅宿業等；汶萊赴臺灣總投資金額約2.83億美元，計有149件。

### 會展
1992年9月30日，中華民國國際經濟合作協會（國經協會）與汶萊工商總會於汶萊舉辦第2屆中汶經濟合作會議，此後因故中止。
2013年10月26日，中華民國對外貿易發展協會（外貿協會）帶領台灣廠商參加汶萊首屆「2013年東協博覽會」，有馬來西亞、日本、韓國、杜拜（阿拉伯聯合大公國）、菲律賓、泰國、緬甸、柬埔寨、中華人民共和國及當地業者參展，中華民國為最大參展國，共計有30家廠商展出。期間，中華人民共和國駐汶萊大使館要求主辦單位將中華民國展館名稱從「臺灣館」（Taiwan Pavilion）改為「臺灣企業館」（Taiwan Enterprises Pavilion）；另要求汶萊英文報紙將刊登在其廣告頁的「Taiwan Pavilion」更名為「Taiwan Booth」（臺灣攤位）。但中華民國最終仍堅持保有展館名稱。
2014年6月25日，中華民國外交部委託外貿協會組團參加汶萊年度最大規模商展「2014年東協消費展」，台灣館為最大參展國，共計有17家廠商展出。

### 其他
截至2023年，在汶萊的主要臺商組織為汶萊臺灣商會，會員約34家，其他則有汶萊留臺同學會，在該國無臺灣金融分支機構。

## 汶萊華人
1949年以前，中華民國福建省金門縣烈嶼鄉（俗稱小金門）等地的縣民開始一個拉一個到汶萊經商，居住在汶萊的七萬華人中，有八成都是金門縣烈嶼鄉鄉民，遂形成所謂的福建金門幫。
汶萊華人當中，有前往台灣發展的吳尊，曾為男子偶像團體飛輪海成員之一。
截至2023年，在汶萊的臺僑有100多人，大多來自金門縣，主要從事批發、零售、贸易與建筑業。

## 協定
| 日期          | 簽署                                                     | 備註   |
| ------------- | -------------------------------------------------------- | ------ |
| 1991年8月30日 | 《交換航權協定》                                         | [ 22 ] |
| 2010年        | 《仲裁合作協議》                                         | [ 7 ]  |
| 2022年2月22日 | 《台北市進出口商業同業公會與汶萊全國商工總會合作備忘錄》 | [ 22 ] |
| 2022年2月24日 | 《中華民國對外貿易發展協會與汶萊全國商工總會合作備忘錄》 | [ 22 ] |

## 簽證

持中華民國護照的中華民國國民簽證要求分布圖：入境汶萊可以免簽證。

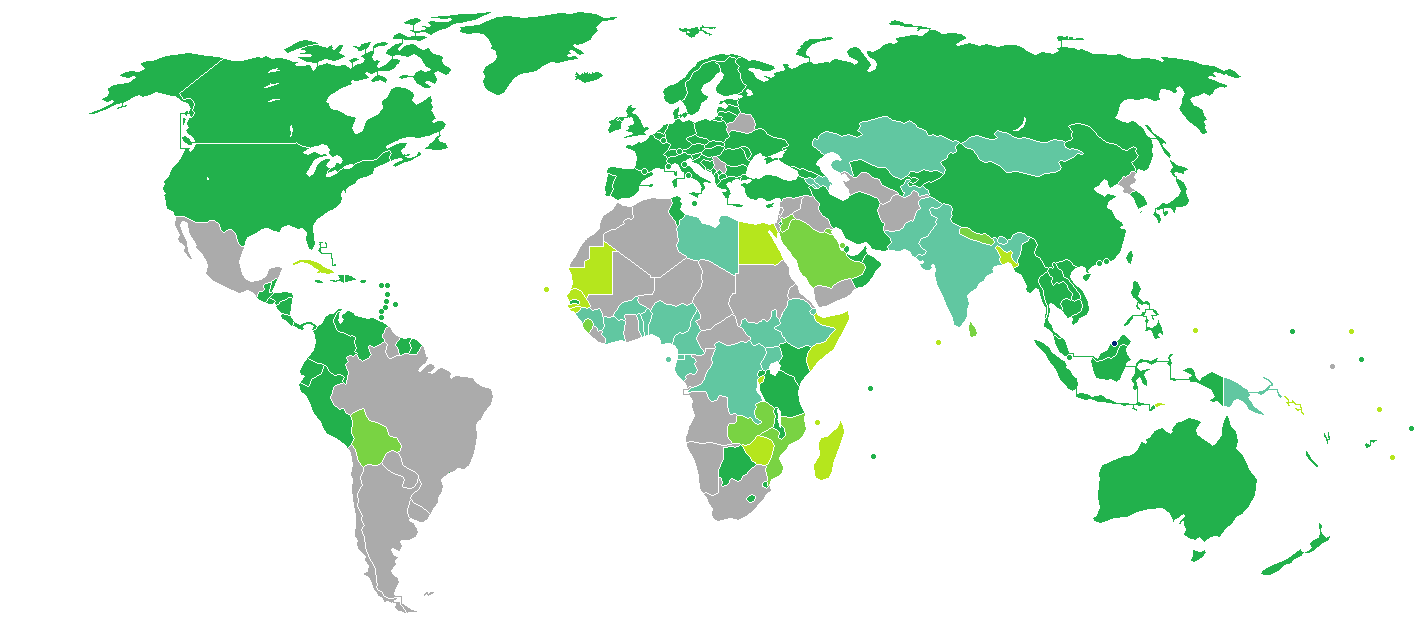
持汶萊護照的汶萊人口簽證要求分布圖：入境中華民國可以免簽證。（期限至2026年7月31日）

持有中華民國護照的中華民國國民可以免簽證的方式入境汶萊，停留最多14天。汶萊政府實施外籍人士電子入境登記措施（E-Arrival Card registration，非簽證或通行證），過境無須辦理。另應對M痘疫情，入境前皆需使用手機應用程式「BruHealth」填寫健康申報表。
持有汶萊護照的汶萊國民亦可以免簽證的方式入境中華民國（機船組人員不適用），停留最多14天，期限至2026年7月31日。

## 交通

### 航空
1991年8月，兩國簽署通航協定。汶萊皇家航空於1996年8月15日首航台北中正國際機場（今臺灣桃園國際機場）。2004年11月，停止定期航班，改為包機方式營運。2018年12月3日，恢復定期航班，以A320neo執飛，每周3航班往返。

#### 客運
兩國有直航班機，雙邊航班來往的城市如下：
| 中華民國 |                            |
| -------- | -------------------------- |
| 台北     | 斯里巴卡旺（汶萊皇家航空） |

### 駕車
居住汶萊超過12個月的外籍人士，均須通過筆試及路試後方可申領駕駛執照。

## 外部連結
| - 中華民國外交部－汶萊和平之國簡介 （页面存档备份，存于） - 駐汶萊臺北經濟文化辦事處（Facebook、Twitter） - 外交部領事事務局－國外旅遊警示分級表 - 中華民國衛生福利部－國際旅遊疫情建議等級 - 中華民國國際經濟合作協會 （页面存档备份，存于） | - 駐台汶萊貿易旅遊代表處 （页面存档备份，存于） |